# Moisés Ribeiro Santos
Moisés Ribeiro Santos (sinh ngày 3 tháng 3 năm 1991) là một cầu thủ bóng đá người Brasil.

## Sự nghiệp câu lạc bộ
Moisés Ribeiro Santos đã từng chơi cho Avispa Fukuoka.